# 히타치정
히타치정(日立町)은 이바라키현 다가군에 설치되었던 정이다. 현재의 히타치시 중부에 해당한다.

## 개요
- 현재의 히타치시는 1939년에 신설 합병에 의해서 탄생한 시로, 본 정과는 별개의 자치체이다.

## 지리
- 현재의 히타치시의 중부에 위치한다.
- 촌역은 다가산지의 일부에 위치하여 산이 많은 지형으로 되어 있다.

## 역사
- 1889년 4월 1일  - 정촌제 시행에 의해 미야타촌, 나메가와촌이 합병해 다가군 히타치촌이 성립하였다.
- 1924년 8월 26일 - 정으로 승격해 히타치정이 되었다.
- 1939년 9월 1일 - 스케가와정과 합병해 히타치시가 성립하여, 동일 히타치정은 폐지되었다.

## 인구
| 1891년 | 2,250  |
| 1912년 | 3,590  |
| 1920년 | 20,263 |
| 1925년 | 21,254 |
| 1931년 | 27,388 |
| 1935년 | 33,183 |

## 교통

### 철도
조반선이 정 역내를 통과하고 있었지만, 역은 존재하지 않았다. 히타치역은 스케가와정에 소재해, 스케가와역이라고 칭했다.

### 도로
- 리쿠젠하마 가도

## 참고문헌
- 角川日本地名大辞典編纂委員会『角川日本地名大辞典 8 茨城県』、角川書店、1983年 ISBN 4040010809、729、807、912、1101頁
- 日本加除出版株式会社編集部『全国市町村名変遷総覧』、日本加除出版、2006年、ISBN 4817813180、198頁